# Mall (película)
Mall (también conocida como Mall: A Day to Kill) es una película estadounidense de drama de 2014 dirigida por Joe Hahn, quien también es DJ en Linkin Park. Basada en la novela homónima de Eric Bogosian, se estrenó el 17 de octubre de 2014 en Estados Unidos.

## Sinopsis
Un día en este centro comercial donde seguiremos a un grupo de personas bien diferentes y con necesidades variadas, quienes se verán seriamente afectados cuando ingrese al mismo un hombre con intenciones de acabar con todo aquel que se le cruce. Abusos, excesos, descontrol, humillaciones, perdidas y sentires absurdos serán cosas que se trataran aquí.
El desarrollo arranca prometedor, pero no profundizan demasiado en las pequeñas historias que nos irán dando, salvo por muy pocas excepciones.
La búsqueda de castigo, el amor adolescente, el sentir de justicia, que podría ser más bien el sentido de justificar una humillación, por lo menos en lo que respecta al hombre acusado de comportamiento perverso, y este joven con un pensamiento diferente, que descubriría varias cosas en este día que lo ayudarían a cambiar algunos de sus pensamientos.

## Reparto
- Cameron Monaghan como Jeff.
- James Frecheville como Malcolm.
- John Hensley como Lenny.
- B.K. Cannon como vendedora.
- Ron Yuan como el policía.
- Jamie Noel como modelo de lencería.
- Peter Stormare como Barry.
- Gbenga Akinnagbe como Michel.
- India Menuez como Adelle.
- Gina Gershon como Donna.
- Vincent D'Onofrio como Danny.

## Música
La música de la película fue compuesta por la banda Linkin Park y el baterista Alec Puro.